# دیوید باکلی
دیوید باکلی (انگلیسی: David Buckley؛ زادهٔ ۷ ژوئن ۱۹۷۶) موسیقی‌دان و آهنگساز اهل انگلستان است که در سانتا مونیکا (کالیفرنیا) سکونت و فعالیت دارد.
از آثاری که وی آهنگسازی آن‌ها را به عهده داشته‌است، می‌توان به پادشاهی ممنوعه، جیسون بورن، شهر، کشمکش خوب و ندای وظیفه: اشباح اشاره نمود